# Ume älv
Ume älv (eller Umeälven, umesamiska Ubmejeiednuo) är en av de stora Norrlandsälvarna, 470 km lång. Avvattningsområdet är cirka 29 300 km² och medelvattenföringen vid mynningen cirka 450 m³/s. Älven börjar vid norska gränsen i sjön Överuman, i sydvästra Lappland, Storumans kommun, rinner mot sydöst och mynnar i Norra Kvarken mellan de av Obbolabron förenade samhällena Holmsund och Obbola i Umeå kommun. Övriga kommuner som älven passerar är Lycksele, Vindeln och Vännäs. 
Den största sjön i Ume älvs vattensystem är Storuman (352 m ö.h.). Andra större sjöar som älven genomrinner är Geavhta, Ajaure och Gardiken. Samtliga dessa ligger i älvens övre lopp. Umeälvens nedre lopp är sjöfattigt, men bildar vid mynningen, där älven delas i Öster- och Västerfjärden, något av ett delta med ett flertal öar, bland andra Obbolaön, Storsandskär och Tuvan.

## Etymologi
Det finns olika teorier om namnets ursprung. Det fornnordiska verbet och norrländska dialekters uma har betydelsen "skrika", "tjuta" eller "gny" och namnet kan då tolkas som "den tjutande älven", som då sannolikt syftar på flera stora forsar i älven.
Enligt en teori skulle namnet kunna förklaras av det faktum att älvmynningen för 2 000 år sedan låg vid nuvarande Kåddis tio kilometer nordväst om Umeå. Vid mynningen fanns då flera forsar med sammanlagt 50 meters fallhöjd och detta skulle ha skapat en ihållande dundrande ljud som gav upphov till namnet. En annan teori är att namnet har samband med det finska substantivet uoma, flodbädd eller fåra, men den teorin anser Lars-Erik Edlund, professor i nordiska språk, vara mindre sannolik. Kopplingen till älvens umesamiska namn Ubmejeiednuo (jeiednuo betyder "stor älv") är också oklart, men kan vara en översättning som i andra fall förekommit åt båda hållen.

## Biflöden
Största biflöde till Umeälven är Vindelälven med sitt största biflöde Laisälven, som startar vid Nasafjäll i Norrbottens län. Vindelälven med sina 444 km är nästan lika lång som Umeälven och ansluter vid Vännäsby, bara några mil från mynningen i havet. Näst största biflöde är Juktån. Bland övriga biflöden kan nämnas Gejmån, Jovattsån, Tärnaån, Kirjesån (Gierjesån) (samtliga i det övre loppet) samt Ramsan (i det nedre loppet).

## Vattenkraftsutbyggnad
Vid sidan av den helt orörda Vindelälven är Umeälven nästan helt utbyggd. Älvens kraftverk producerade år 2000 sammanlagt 9,3 TWh el, och 8 TWh år 2011. Den största kraftstationen är Stornorrfors, knappt 15 km uppströms Umeå, som med sin installerade effekt på knappt 600 MW är landets näst största vattenkraftverk (efter Harsprånget), men har ändå den största normala årsproduktionen på 2,25 TWh (Harsprångets normala årsproduktion ligger på 2,13 TWh).

## Fiske
I Umeälvens huvudfåra kunde lax före vattenkraftsepoken vandra upp till Fällforsen en dryg mil uppströms Vännäs. I Vindelälven kunde den gå betydligt högre upp, åtminstone till Vindelgransele, men någon gång ända upp till Stensundsforsen vid Sorsele. I och med bygget av kraftstationen i Stornorrfors skulle laxvandringen även in i Vindelälven ha varit stängd om det inte vore för laxtrappan. Tack vare den kan lekmogen lax fortfarande ta sig till lekplatser, främst i övre Vindelälven, där närmare hälften av all smolt som når Östersjön föds. Dessutom finns sedan 1959 en kompensationsodling i Norrfors, nära Stornorrfors, varifrån det årligen sätts ut mer än 100 000 fiskyngel.